# عقیق (مجموعه تلویزیونی ۱۳۹۶)
عقیق نام یک مجموعه تلویزیونی ایرانی به کارگردانی بهرنگ توفیقی و نویسندگی سعید نعمت‌الله است که در سال ۱۳۹۶ تولید شده است. این سریال در ١١ قسمت محرم ۹۶ به روی آنتن رفت.

## خلاصه داستان
داستان اين سريال در سال ١٣٠٨ هجرى شمسى و با محوريت "احد شيرو" (با بازی عليرضا آرا) روايت ميشود كه كارش خريد و فروش ترياك است و به مالش تعرض شده، او براى گرفتن حقش به تهران مى آيد، اما آمدن به تهران براى او گران تمام مى شود...

## عوامل
موسیقی متن:کارن همایون‌فر ،مشاور تاریخی: سیروس سعدوندیان، مدیر هنری صحنه و لباس: مجید میرفخرایی،دستیار کارگردان: مجید مافی،دستیار تهیه کننده: سید سجاد طباطبایی ، برنامه ریز: فرشاد ارج، مدیر تولید: فرشید رئوفی،مدیر تصویربرداری: بهنام کریمی، صدابردار: امیر حاتمی،طراح صحنه: عباس حاج درویش،طراح لباس: سمیرا شجاعی، طراح گریم: کامران خلج، طراح بدلکاری: علیرضا فتحی، جلوه های میدانی: حمید رسولیان، مدیر تدارکات: مهدی آقامحمدی، منشی صحنه: مهین شهبازی، عکاس: محمد دارایی، مدیر روابط عمومی و مشاور رسانه ای : ملیکا  مومنی راد

## جوایز و نامزدها
| ۱۳۹٧ | هجدهمین جشن حافظ |                           |               |          |
| ۱۳۹٧ | هجدهمین جشن حافظ | بهترین مجموعه تلویزیونی   | محمدرضا شفیعی | نامزدشده |
| ۱۳۹٧ | هجدهمین جشن حافظ | بهترین کارگردان تلویزیونی | بهرنگ توفیقی  | نامزدشده |